# Teenwolf II
Teenwolf II ist eine US-amerikanische Filmkomödie aus dem Jahr 1987. Es ist die Fortsetzung des Films Teenwolf.

## Handlung
Todd Howard ist der Cousin von Scott Howard. Er erhielt ein Sportstipendium für die Hamilton University, wo Coach Finestock hofft, dass auch er die Gene der Familie hat und sich wie sein Cousin in einen Werwolf verwandeln kann, um mit dieser Kraft das Boxteam zu einem Gewinnerteam formen zu können.

## Produktion
Da Michael J. Fox als Darsteller des Werwolfs im ersten Teil eine Fortsetzung ablehnte, wurde die Hauptrolle mit Jason Bateman besetzt, dem Sohn des Produzenten. Dieser hatte bisher mehrere Rollen in Fernsehproduktionen,  Teen Wolf Too  war sein Kinofilmdebüt. Die Dreharbeiten begannen am 1. Juni 1987, Drehort waren die Claremont Colleges im kalifornischen Claremont. Das Budget lag zwischen 4 und 7 Millionen Dollar.

## Kritik
„Ein fader Aufguß des Erfolgsfilms Teenwolf", der allenfalls für schlichte Gemüter unterhaltsam ist. Ungenießbar vor allem auch durch die schludrige deutsche Synchronisation.“